# Joaquim Guilherme Santos Silva
Joaquim Guilherme Santos Silva (Lisboa, 1871 – Sintra, 1948), conhecido pelo pseudónimo de Alonso, foi um caricaturista e artista gráfico que se afirmou em diversas vertentes artísticas, como a decoração, publicidade, ilustração e a banda desenhada. Foi professor de desenho na Escola António Arroio, em Lisboa. Ficou conhecido pela sua vertente de humorista, distinguindo-se por um traço, que apesar de marcado pela época, tem identidade própria, com humor irónico, simples mas agradável, sem deixar contudo de ser crítico e incisivo.

## Biografia
Alonso deixou uma vasta obra gráfica dispersa por periódicos e como ilustrador de numerosas obras. Teve ainda importante produção como publicitário, elaborando anúncios e outras representações gráficas.
De espírito o mais eclético possível, caricaturou todas as correntes políticas da época, do anarco-sindicalismo, ao monarquismo e ao republicanismo, procurando objectividade caricatural.
Foi considerado um oposicionista por opção satírica, sendo um dos casos curiosos de republicano durante a monarquia, e monárquico durante a república. Manteve-se activo desde os anos finais da Monarquia Constitucional, atravessando a Primeira República até ao Estado Novo. Foi um dos fundadores da Ação Realista Portuguesa.
A sua obra gráfica no campo da caricatura está centrada no Charivari (da cidade do Porto), no Passatempo, O Arauto, A Paródia, Os Ridículos, O Século, Ilustração e O Thalassa (1913–1916). A sua marca principal ficou em Os Ridículos, onde durante três décadas teve direito à primeira página.